# Hilda Solis
Hilda Lucia Solis [sɵˈliːs], född 20 oktober 1957 i Los Angeles, Kalifornien, är en amerikansk demokratisk politiker. Hon var ledamot av USA:s representanthus 2001–2009 och var USA:s arbetsminister 2009–2013. 
Sedan 2014 är Solis ledamot i Los Angeles County Board of Supervisors.

## Bakgrund
Solis är av nicaraguansk och mexikansk härkomst. Hon avlade 1979 sin grundexamen vid California State Polytechnic University. Hon avlade 1981 sin masterexamen vid University of Southern California.
Solis utmanade sittande kongressledamoten Matthew G. Martínez i demokraternas primärval inför kongressvalet år 2000 och vann. Martínez bytte parti till republikanerna efter primärvalet och förlorade på nytt mot Solis som republikanernas kandidat i själva kongressvalet.
Utnämningen av Solis till regeringen Obama hyllades av fackföreningsrörelsen men kritiserades av näringslivets företrädare och den fackföreningskritiska lobbyn Center for Union Facts, eftersom hon har varit positivt inställd till arbetstagarorganisationerna.